# ウクライナワイン

ウクライナの位置。

ウクライナワインはウクライナで生産されるワインである。長い歴史を持ち、いくつかのブランドはヨーロッパや北米の国々へ輸出されている。2022年からのロシアによるウクライナ侵攻の中にあっても、ワインの生産は続けられている。
ウクライナでワイン産業が位置するのはブドウ栽培が行われている地域と一致しており、主たる産地は黒海に近いウクライナ南部やザカルパッチャ州のティサ川沿いに存在する。

## 歴史

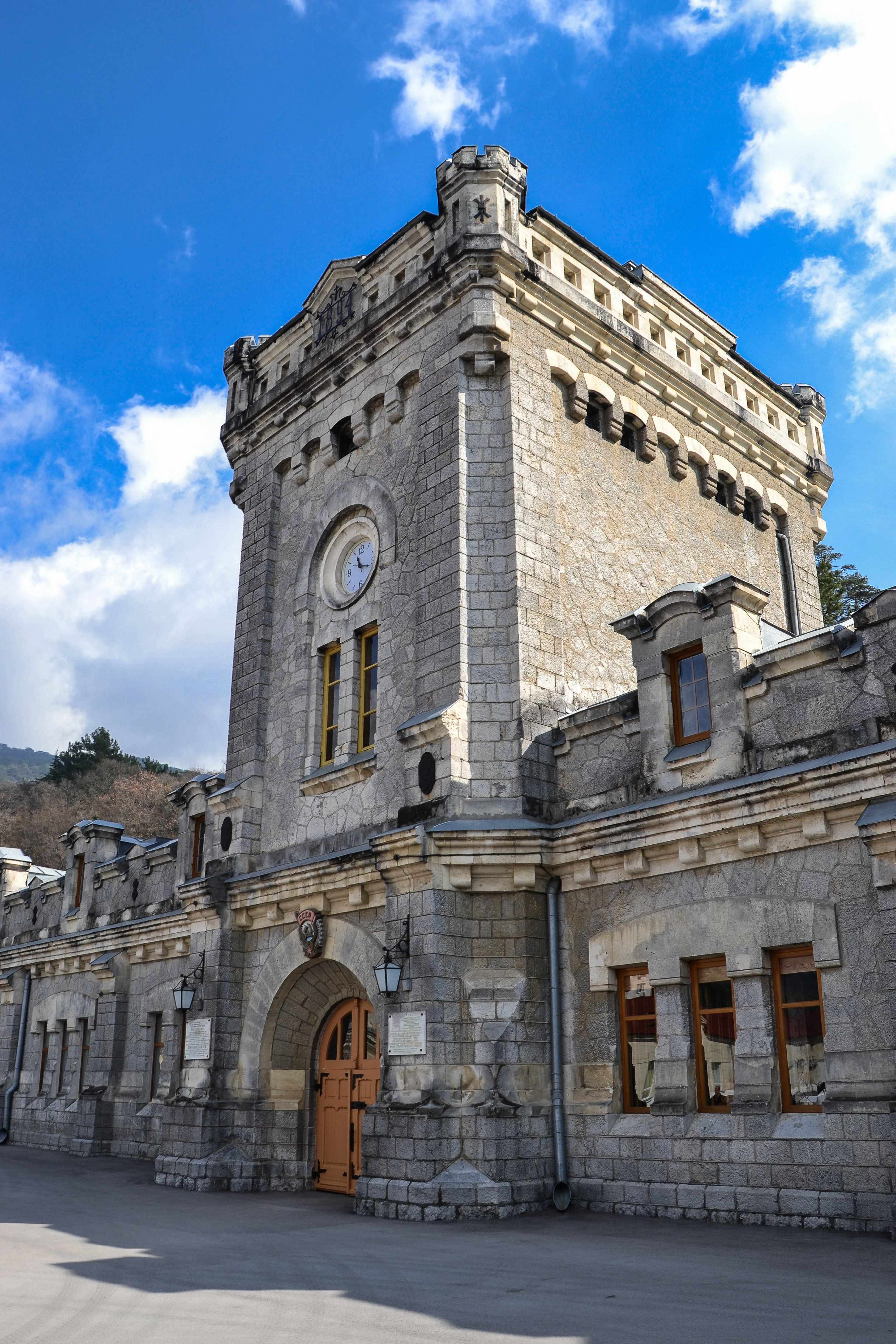
マサンドラ・ワイナリー

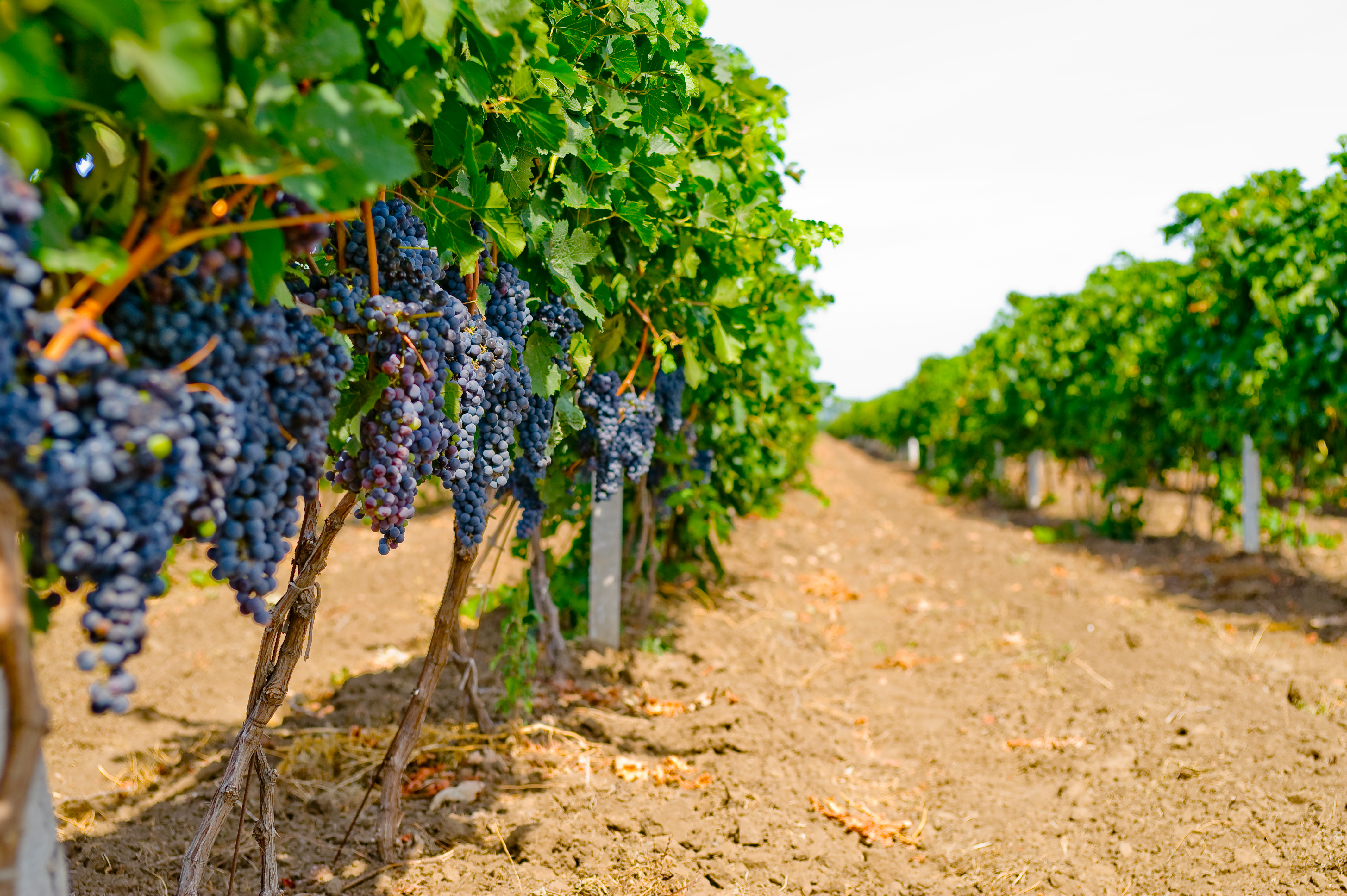
オデッサ州、シャボのブドウ畑

現在のウクライナにおいては、クリミア半島南部にワイン文化が4世紀には存在しており、この時期のアンフォラが出土している。それに対し、キーウやチェルニーヒウといった北部地域では、ブドウ栽培は11世紀になってから僧侶によってはじめられた。
エカチェリーナ2世の時代、1783年にクリミア半島はロシア帝国に併合された。ミハイル・セミョーノヴィチ・ヴォロンツォフ公は1820年にブドウ園を拓き、ヤルタ近くに大規模なワイナリーを開設した。Magarachのワイン研究所は1828年に設立された。アレクサンドル1世の承認を受け、1822年にはスイス・ヴォー州の栽培家がシャボに農園を拓いている。その後、彼らはドニエプル川流域やクリミアにおいても農園を作った。Chabag産のワインは1893年のシカゴ万博に出品され、メダルの授与を受けた。
レフ・ゴリツィン王子は当地のスパークリングワインの創始者として有名であり、ロシア産「シャンパーニュ」を初めて作ったとされる人物である。彼はクリミア戦争後にヤルタに近いノーヴィ・スヴェトの所有地でワインづくりを行った。その後、最後のロシア皇帝であるニコライ2世の手によって、今日の州営ワイナリーの前身となるワイナリーがマサンドラに作られた。ソビエト時代には2500平方キロメートルの生産面積があり、ソビエト連邦内で最大のワイン産地であった。ミハイル・ゴルバチョフ書記長がアルコールの過剰摂取に反対するキャンペーンを始めた1986年には800平方キロメートルに及ぶ畑が破壊される惨事が起きた。しかし、2000年からはワインの生産・輸出ともに急速に伸長した。
クリミア併合により、ウクライナは17000ヘクタールのブドウ畑を失ったが、なおも以前の60％程度の生産量がある。

## 主なワイン生産地域
- ウクライナ南部：ムィコラーイウ州、ヘルソン州、ドニプロペトロウシク州、オデッサ州、クリミア半島（バラクラヴァ、マサンドラ）、ベッサラビア、ブジャク（シャボ（英語版）、クリニチネ（英語版））
- ザカルパッチャ州

## ブドウとワインのスタイル

### ブドウ品種
白ワイン用の品種としては、土着品種であるテルティ・クルックやスホリマンスキーのほか、ピノ・グリ、ソーヴィニヨン・ブラン、トラミナー、リースリングなどが用いられる。赤ワイン用の品種ではメルロー、カベルネ・ソーヴィニヨン、ピノ・ノワールや、ジョージア原産のサペラヴィが栽培されている。

### スパークリングワイン
「ソベツコエ・シャンパンスコエ」（Sovetskoye Shampanskoye、ソビエトシャンパン）とも呼ばれていたスパークリングワインの生産が増加傾向である。スパークリングワインの多くはキーウ、バフムート、リヴィウ、オデッサ、ハルキウといった大都市の周辺で作られている。ブドウ品種は主にピノ・ブラン、アリゴテ、リースリング、フェテアスカが用いられる。